# 湯島駅
湯島駅（ゆしまえき）は、東京都文京区湯島三丁目にある、東京地下鉄（東京メトロ）千代田線の駅である。駅番号はC 13。文京区最東端の駅。

## 歴史
1964年（昭和39年）12月6日の建設省告示3379号で当駅の設置が正式に決定された際、仮称は「天神下」であった。
- 1969年（昭和44年）12月20日：開業。
- 2004年（平成16年）4月1日：帝都高速度交通営団（営団地下鉄）民営化に伴い、当駅は東京地下鉄（東京メトロ）に継承される[2]。
- 2007年（平成19年）3月18日：ICカード「PASMO」の利用が可能となる[3]。
- 2018年（平成30年）10月27日：発車メロディを導入。

## 駅構造
島式ホーム1面2線を有する地下駅。
エスカレーターはホームと根津寄り改札口・新御茶ノ水寄り改札口を連絡するものが設置されているほか、根津寄り階段の1番線側にはエレベーターも設置されている。3番出入口はエレベーターを併設している。1番出入口は吉野ビル（1970年1月竣工、地上4階建て）との合築、5番出入口は駅上の東京家具会館ビルとの合築である。根津寄り改札口の自動改札機は、中央の通路をICカード専用としている。
千代田線計画時に、将来建設予定の都市高速鉄道12号線（現在の都営地下鉄大江戸線）との連絡を考慮して設置された駅であるが、大江戸線は東側に上野御徒町駅が設置され、一切連絡運輸を実施していない。将来的に乗り換え駅とするか検討されていたものの、後に見送られている。

### のりば
| 番線 | 路線     | 行先                     |
| ---- | -------- | ------------------------ |
| 1    | 千代田線 | 代々木上原・伊勢原方面   |
| 2    | 千代田線 | 北綾瀬・我孫子・取手方面 |

（出典：東京メトロ:構内図）
- 綾瀬寄りのA線（代々木上原方面）とB線（綾瀬方面）の間に1編成収容かつ両線から入線可能な留置線があり[7]、前日に綾瀬駅（土休日は北綾瀬駅）から回送された編成が夜間留置され、翌朝の綾瀬方面行始発電車として運行されている。ダイヤが乱れた場合には当駅折り返しで運転される場合がある。かつては当駅終着列車も設定されていた。
- 2008年3月15日に千代田線内での運行が開始された特急ロマンスカーは、当初発表では当駅が始発駅となる予定だったが、北千住駅始発・終着または大手町駅始発に変更された。但し平日夜に大手町駅始発で運行されるメトロホームウェイ号は、小田急線内から当駅まで回送、留置線で折り返した上で、大手町駅へ回送され営業運行に入る。
- 現行ダイヤの特急列車は通常当駅には停車しないが、臨時特急「メトロおさんぽ号」は当駅に停車する（臨時停車扱いのため、特急券の区間は北千住までとなる）。

### 発車メロディ
2018年10月27日からスイッチ制作の発車メロディ（発車サイン音）を使用している。
曲は1番線が「古今」、2番線が「緑のスキップ」（いずれも福嶋尚哉作曲）である。

## 利用状況
2024年度の1日平均乗降人員は37,913人であり、東京メトロ全130駅中98位。
近年の1日平均乗降・乗車人員推移は下表の通り。
| 年度               | 1日平均 乗降人員 | 1日平均 乗車人員 | 出典     |
| ------------------ | ---------------- | ---------------- | -------- |
| 1969年（昭和44年） | 7,507            | 3,571            | [ * 1 ]  |
| 1970年（昭和45年） | 9,733            | 4,586            | [ * 2 ]  |
| 1971年（昭和46年） | 20,786           | 10,011           | [ * 3 ]  |
| 1972年（昭和47年） | 24,440           | 12,106           | [ * 4 ]  |
| 1973年（昭和48年） | 27,230           | 13,236           | [ * 5 ]  |
| 1974年（昭和49年） | 28,992           | 14,261           | [ * 6 ]  |
| 1975年（昭和50年） | 28,149           | 13,803           | [ * 7 ]  |
| 1976年（昭和51年） | 28,394           | 14,041           | [ * 8 ]  |
| 1977年（昭和52年） | 28,595           | 14,279           | [ * 9 ]  |
| 1978年（昭和53年） | 29,061           | 14,640           | [ * 10 ] |
| 1979年（昭和54年） | 30,201           | 15,078           | [ * 11 ] |
| 1980年（昭和55年） | 31,852           | 15,912           | [ * 12 ] |
| 1981年（昭和56年） | 32,785           | 16,539           | [ * 13 ] |
| 1982年（昭和57年） | 33,864           | 16,919           | [ * 14 ] |
| 1983年（昭和58年） | 34,183           | 17,254           | [ * 15 ] |
| 1984年（昭和59年） | 35,869           | 17,824           | [ * 16 ] |
| 1985年（昭和60年） | 36,012           | 18,231           | [ * 17 ] |
| 1986年（昭和61年） | 37,716           | 18,787           | [ * 18 ] |
| 1987年（昭和62年） | 38,863           | 19,333           | [ * 19 ] |
| 1988年（昭和63年） | 39,330           | 19,757           | [ * 20 ] |
| 1989年（平成元年） | 40,840           | 20,355           | [ * 21 ] |
| 1990年（平成02年） | 41,988           | 20,768           | [ * 22 ] |
| 1991年（平成03年） | 42,663           | 21,072           | [ * 23 ] |
| 1992年（平成04年） | 42,807           | 21,196           | [ * 24 ] |
| 1993年（平成05年） | 42,856           | 20,844           | [ * 25 ] |
| 1994年（平成06年） | 41,116           | 20,303           | [ * 26 ] |
| 1995年（平成07年） | 40,073           | 19,625           | [ * 27 ] |
| 1996年（平成08年） | 39,255           | 19,180           | [ * 28 ] |
| 1997年（平成09年） | 37,890           | 18,583           | [ * 29 ] |
| 1998年（平成10年） | 37,287           | 18,196           | [ * 30 ] |
| 1999年（平成11年） | 36,196           | 17,754           | [ * 31 ] |
| 2000年（平成12年） | 35,493           | 17,342           | [ * 32 ] |
| 2001年（平成13年） | 34,140           | 16,958           | [ * 33 ] |
| 2002年（平成14年） | 33,970           | 16,712           | [ * 34 ] |
| 2003年（平成15年） | 33,236           | 16,262           | [ * 35 ] |
| 2004年（平成16年） | 32,712           | 15,953           | [ * 36 ] |
| 2005年（平成17年） | 33,072           | 16,038           | [ * 37 ] |
| 2006年（平成18年） | 33,269           | 16,205           | [ * 38 ] |
| 2007年（平成19年） | 34,924           | 17,085           | [ * 39 ] |
| 2008年（平成20年） | 34,680           | 17,044           | [ * 40 ] |
| 2009年（平成21年） | 33,831           | 16,627           | [ * 41 ] |
| 2010年（平成22年） | 33,515           | 16,441           | [ * 42 ] |
| 2011年（平成23年） | 32,221           | 15,846           | [ * 43 ] |
| 2012年（平成24年） | 32,160           | 15,778           | [ * 44 ] |
| 2013年（平成25年） | 32,807           | 16,136           | [ * 45 ] |
| 2014年（平成26年） | 33,315           | 16,384           | [ * 46 ] |
| 2015年（平成27年） | 34,158           | 16,790           | [ * 47 ] |
| 2016年（平成28年） | 34,750           | 17,096           | [ * 48 ] |
| 2017年（平成29年） | 35,880           | 17,668           | [ * 49 ] |
| 2018年（平成30年） | 36,786           | 18,085           | [ * 50 ] |
| 2019年（令和元年） | 37,549           | 18,478           | [ * 51 ] |
| 2020年（令和02年） | 26,757           |                  |          |
| 2021年（令和03年） | 28,384           |                  |          |
| 2022年（令和04年） | 32,511           |                  |          |
| 2023年（令和05年） | 35,983           |                  |          |
| 2024年（令和06年） | 37,913           |                  |          |

## 駅周辺

### 綾瀬側出入口（1 - 4番）
- 文京区総合体育館
- 上野合同庁舎
  - 上野労働基準監督署
  - 東京上野税務署
- 上野年金事務所
- 台東区役所 上野地区センター
  - 台東区上野区民館
- 東京大学大学院医学系研究科・医学部
  - 東京大学医学部附属病院
- 横山大観記念館
- 三菱史料館
- 湯島天満宮（湯島天神）
- 春日局菩提寺の麟祥院
- 上野恩賜公園
  - 水上音楽堂
  - 下町風俗資料館
- 旧岩崎邸庭園
- 湯島四郵便局
- 松坂屋上野店
- ドン・キホーテ 上野店
- 御徒町駅（JR山手線・京浜東北線）
- 上野御徒町駅（都営大江戸線）
- 上野広小路駅（銀座線）
- 京成上野駅（京成本線）

### 新御茶ノ水側出入口（5・6番）
- 文京区立図書館 天神図書室
- クラーク記念国際高等学校 CLARK NEXT Akihabara
- 台東区立黒門小学校
- アーツ千代田 3331
- 医療法人社団大坪会 東都文京病院
- 湯島二郵便局
- 上野ファーストシティホテル
- ホテル江戸屋
- 秋葉原電気街
- ライオンズタワー上野黒門町
- 末広町駅（銀座線）
- 妻恋坂
- サミットストア湯島天神南店

## バス路線
最寄りバス停留所は、不忍通りにある日立自動車交通が運行する文京区コミュニティバス「Bーぐる」の湯島駅と春日通りにある湯島三丁目（天神下）である。都営バスにより運行される以下の路線バスが発着する。
- 湯島駅
  - 日立自動車交通
    - 文京区コミュニティバス「Bーぐる」本郷・湯島ルート：菊坂通り・春日一丁目行
      - （湯島）消防署前通り停留所で御茶ノ水方面への乗り継ぎが可能（御茶ノ水方面の運行時間内に限る）。
- 湯島三丁目（天神下）
  - 都営バス
    - 上01：東大構内行 / 上野公園山下（循環）
    - 都02：大塚駅前行・大塚二丁目行 / 錦糸町駅前行
    - 上69：小滝橋車庫前行 / 上野公園（循環）

## 隣の駅
東京地下鉄（東京メトロ）
 千代田線
新御茶ノ水駅 (C 12) - 湯島駅 (C 13) - 根津駅 (C 14)